# Kaniewo (powiat aleksandrowski)
Kaniewo – wieś w Polsce położona w województwie kujawsko-pomorskim, w powiecie aleksandrowskim, w gminie Bądkowo.

## Podział administracyjny
W latach 1975–1998 miejscowość administracyjnie należała do województwa włocławskiego. Wieś sołecka – zobacz jednostki pomocnicze gminy Bądkowo w BIP.

## Historia
Wieś wspomniana w Słowniku w ówczesnym powiecie nieszawskim, gminie Bądkowo, parafii Łowiczek.